# إدي سالسيدو
إدي سالسيدو (بالإيطالية: Eddie Salcedo)‏ هو لاعب كرة قدم إيطالي، ولد في 1 أكتوبر 2001 في جنوة في إيطاليا. لعب مع إنتر ميلان ونادي جنوى.

## وصلات خارجية
- إدي سالسيدو على موقع قاعدة بيانات كرة القدم.إي يو (الإنجليزية)
- إدي سالسيدو على موقع Soccerway.com (الإنجليزية)
- إدي سالسيدو على موقع عالم كرة القدم.نت (الإنجليزية)